# Ópera (Final Fantasy VI)

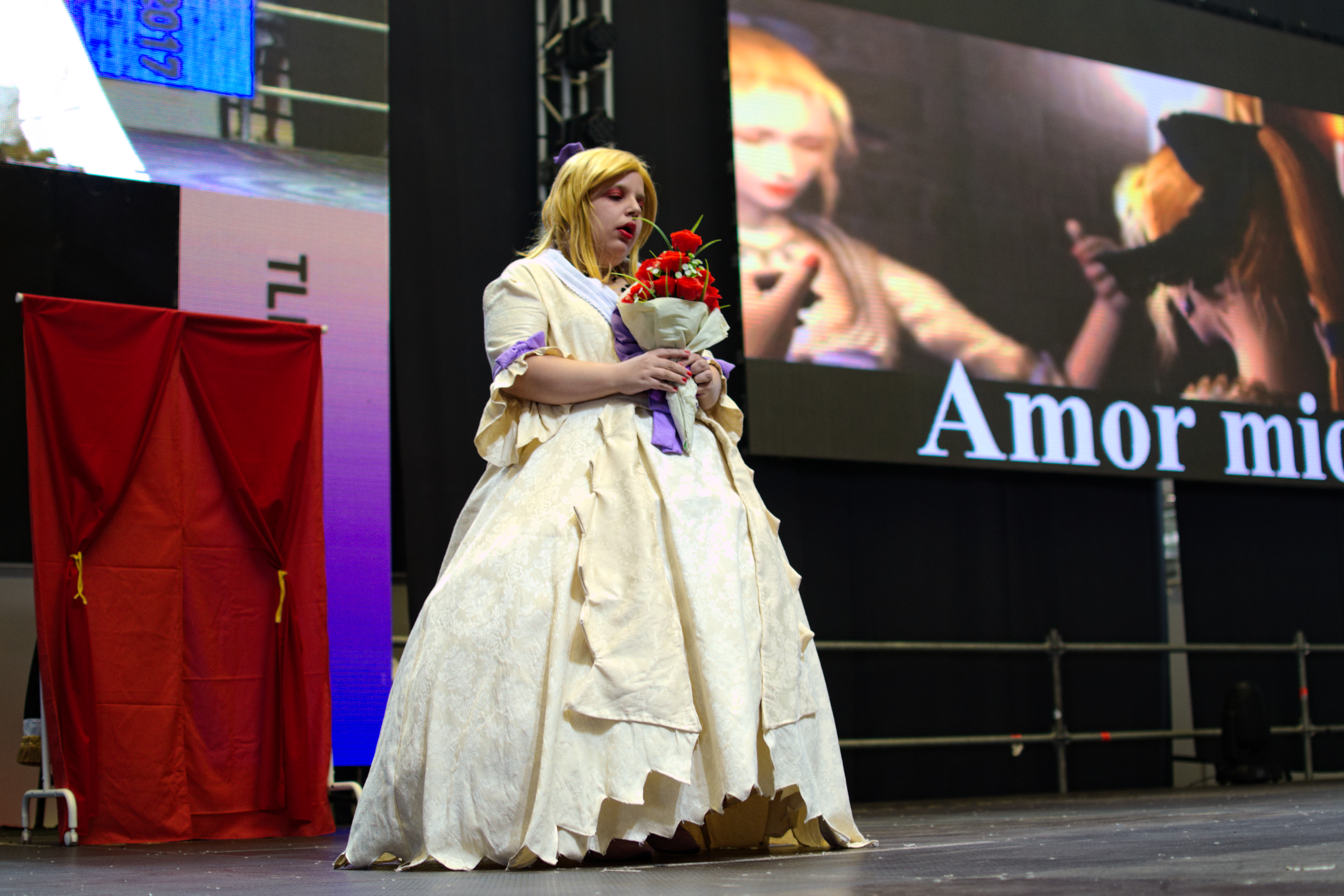
Cosplayer de Celes Chere, recreando la escena de la Ópera.

La Ópera es un nivel del videojuego de rol de 1994 Final Fantasy VI, desarrollado por Square Enix. En la ópera, llamada María y Draco, el personaje Celes Chere interpreta la canción «Aria di Mezzo Carattere», obra del compositor japonés Nobuo Uematsu y con letra de Yoshinori Kitase. El nivel es considerado por la crítica como un ejemplo temprano de «videojuego como forma de arte», elogiado por su jugabilidad, ilustraciones de sprites y música. La actuación de Celes es vista como una de las escenas más icónicas y memorables en la historia del medio por las emociones evocadas en los jugadores, a pesar de las limitaciones del hardware.
El evento ocurre a mitad del título, cuando los personajes requieren de una aeronave propiedad del aventurero y tahúr Setzer Gabbiani. Celes, una antigua general imperial, es casi idéntica a una cantante de ópera llamada María, a quien Setzer busca secuestrar durante una actuación. Los personajes planean que Celes cambie de lugar con María, lo que hace que ella sea secuestrada en el lugar de la cantante y permite que los demás se cuelen a bordo de la aeronave y convenzan a Setzer de que les permita usarla. Durante la interpretación, el villano recurrente Ultros irrumpe en el escenario, lo que obliga a los otros personajes a organizar un rescate.

## Contenido del nivel
El nivel en sí comienza después de que la protagonista del juego, Terra Branford, haya abandonado al grupo al darse cuenta de que es una «Esper», una criatura mágica que buscan los villanos del juego hasta ese momento, el Imperio Gestahl. El resto de personajes acuerda viajar a las instalaciones de investigación del Imperio, donde otros Espers están encarcelados, para comprender lo que el Imperio pretende hacer. Para llegar a dicho lugar, ubicado en una isla remota, el grupo decide obtener la ayuda de Setzer, un tahúr que posee la única aeronave funcional del mundo.
Como es difícil contactar con Setzer, el grupo formula un plan al darse cuenta de que la general Celes se parece a la cantante de ópera María. Sabiendo que Setzer planea secuestrar a María, buscan que él se lleve a Celes en su lugar, lo que les permite convencerlo de que les preste la aeronave. Aunque nerviosa, Celes se dirige a los camerinos para prepararse, antes de salir al escenario vestida como María. Entonces se inicia una escena en la que Celes canta la ópera, y el jugador debe elegir la letra correcta, así como seguir una serie de pasos para completar la interpretación.
Después de la actuación, la perspectiva retorna al resto del grupo, que se da cuenta de que un monstruo recurrente llamado Ultros planea dejar caer un peso sobre Celes, dejándola en peligro mortal. En un segmento cronometrado, los personajes corren sobre las vigas del plató para detenerlo. El grupo finalmente cae al escenario y comienzan a combatir contra Ultros. Si bien el público está inicialmente sorprendido, los espectadores creen que es parte del espectáculo y aplaude la derrota del villano. Al final de la ópera, Setzer se lleva a Celes, y el resto se esconde en su aeronave para enfrentarse a él en la siguiente escena.

## Desarrollo

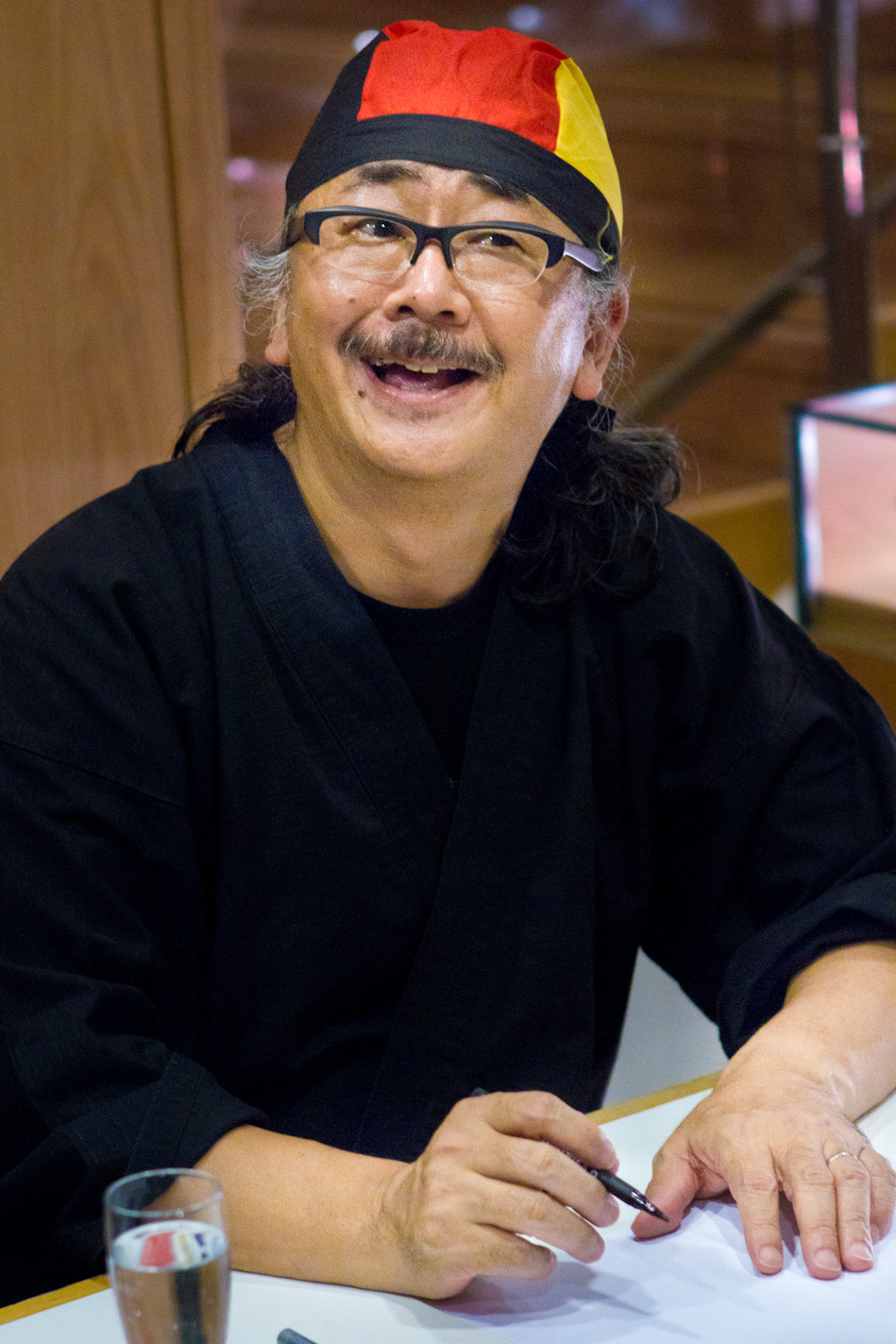
Nobuo Uematsu fue el compositor de la ópera y de la canción «Aria di Mezzo Carattere».

Cuando se concibió originalmente la escena de la ópera, Hironobu Sakaguchi la resumió en una sola frase: «un evento que se llevará a cabo en la ópera». Se inspiró en The Man Who Knew Too Much de Alfred Hitchcock, que también incluía un ida y vuelta lleno de suspenso entre los eventos en el escenario y detrás de escena. Nobuo Uematsu trabajó en la composición musical, incluida «Aria Di Mezzo Carattere», mientras que Hideo Minaba trabajó en los gráficos. Si bien Sakaguchi recomendó que Yoshinori Kitase viera una ópera como referencia para la escena, finalmente no vio ninguna y supervisó la creación del nivel completamente a partir de su imaginación. La letra fue escrita por Kitase como una «carta de amor» a su futura esposa, con quien estaba saliendo en ese momento. Años después, Kitase terminó viendo uno de los conciertos orquestales de Uematsu en el Royal Albert Hall, donde se filmó The Man Who Knew Too Much.
En la versión «Pixel Remaster» de Final Fantasy VI, la escena de la ópera fue modificada, recibiendo fondos tridimensionales y voces cantadas en siete idiomas. Esto fue explicado como una sugerencia poco seria de Uematsu, quien creía que sería imposible o demasiado difícil de realizar. Al ser consultado, Kitase le dijo al productor de la remasterización que hiciera todo lo que dijera Uematsu, lo que provocó que se implementara el cambio. Las intérpretes se escogieron a propósito para que sonaran más como una cantante lírica que como uno de ópera, debido a que Celes se había visto envuelta en la actuación y no tenía experiencia previa. Uematsu declaró que estalló en llanto al escuchar las versiones finales de las voces, independientemente del idioma.

## Recepción
Respecto a la versión original de Super Nintendo, Kirk Hamilton de Kotaku describió el nivel de la Ópera como «incómodo pero encantador», dependiendo en gran medida de la imaginación del jugador para llenar los espacios vacíos. Calificando la configuración narrativa del nivel como «inverosímil», afirmó que, sin embargo, quedó convencido cuando la pantalla se volvió negra y un personaje comenzó a «cantar» en MIDI. A pesar de tener la reacción inmediata de «reírse a carcajadas», dijo que «cuando Celes caminó hasta el borde de la torre y arrojó las flores desde el margen, no puedo fingir que no sentí algo». Comparando la escena de la ópera con interludios musicales similares en Dragon Age: Inquisition y The Witcher 3: Wild Hunt, señaló que el nivel de abstracción de la Ópera evitaba el valle inquietante, lo que hizo que nunca se «distrajera con si esto era creíble o no». Sin embargo, criticó la sección cronometrada en la última parte del nivel como uno de sus peores aspectos, ya que enviaría al jugador de regreso al último punto de guardado si se hacía incorrectamente.
Chad Concelmo de Destructoid calificó la escena de la ópera como un «testimonio de la longevidad del juego y su impacto duradero», y destacó la música de fondo durante la secuencia de la Ópera, así como la escena cinemática, como la «brillante obra maestra» de Nobuo Uematsu. Describió el nivel como una «combinación perfecta de música de videojuego, jugabilidad única y sprites exquisitamente dibujados», aunque explicó que era difícil describir lo que lo hizo memorables para aquellas personas que no jugaron Final Fantasy VI. Afirmando que fue «fácilmente uno de los mejores momentos» en la historia de los videojuegos, concluyó que sería recordado durante años.
Redactando para IGN, Zachary Ryan denotó al nivel como uno de los momentos más inolvidables en los videojuegos, destacando su importancia para la narrativa y el uso poco convencional de las mecánicas del juego, pero en última instancia calificándola de tan importante por los sentimientos que evocó al jugador. Afirmando que era «uno de los momentos más creíbles y desgarradores que el medio había ofrecido hasta ahora», describió la escena de este modo: «amor, pérdida y música, todo comprimido en un cartucho de 16 bits y retransmitido a través de los altavoces de mala calidad de tu televisor». Joe Juba de Game Informer dijo que la industria aún recuerda la Ópera con «claridad y cariño», describiéndola como las bases para futuros juegos de Final Fantasy más cinematográficos. Señaló que la escena eclipsó otras partes del juego debido a su gran popularidad. David Lozada de GameRevolution tildó a la música durante la escena de «notas musicales simplificadas», pero expresó su opinión acerca de que las líneas cantadas por Celes demuestran un momento crucial en el desarrollo del personaje, de ser un «arma sin alma» a poder expresar emociones y ser verdaderamente humana.